# Opaltongrässmyg
Opaltongrässmyg (Amytornis rowleyi) är en nyligen urskild fågelart i familjen blåsmygar inom ordningen tättingar.

## Utbredning och systematik
Fågeln förekommer i Australien, enbart i bergsskedjan Forsyth Range i centrala Queensland. Traditionellt betraktas den som en underart till strimmig grässmyg (Amytornis striatus), men urskiljs allt oftare som egen art.

## Status
IUCN erkänner den ännu inte som art, varför den inte placeras i någon hotkategori.